# Börringe församling
Börringe församling var en församling i Lunds stift och i Trelleborgs kommun. Församlingen uppgick 2002 i Svedala församling.

## Administrativ historik
Församlingen har medeltida ursprung. Namnet var mellan 4 april 1781 och 11 september 1931 Gustavs församling, även namnet Norra Börringe församling användes. Den 4 april 1781 införlivades Lemmeströ församling.
Församlingen utgjorde till 9 maj 1555 ett eget pastorat för att därefter till 1781 vara i pastorat med Lemmeströ församling, före omkring 1570 som moderförsamling, därefter som annexförsamling. Från 4 april 1781 till 1962 utgjorde församlingen ett eget pastorat. Från 1962 till 1980 var församlingen annexförsamling i pastoratet Anderslöv, Grönby, Gärdslöv, Önnerup och Börringe. Från 1980 till 2002 var den annexförsamling i pastoratet Svedala, Börringe och Törringe-Västra Kärrstorp (före 1998 Törringe och Västra Kärrstorps församlingar). Församlingen uppgick 2002 i Svedala församling.

## Series pastorum
Lista över Börringes kyrkoherdar.
| Ämbetstid | Namn                     | Levnadstid | Kommentar |
| --------- | ------------------------ | ---------- | --------- |
| 1801–1830 | Wilhelm Fredrik Nibelius | 1754–1830  |           |

## Kyrkor
- Börringe kyrka